# Viksjöfors
Viksjöfors ist ein Ort (tätort) in der schwedischen Provinz Gävleborgs län und der historischen Provinz Hälsingland. Er gehört zur Gemeinde Ovanåker und liegt neun Kilometer östlich von Edsbyn.
Der Ort liegt am riksväg 50, an der Bahnstrecke Orsa–Bollnäs – die hier allerdings ohne Verkehr ist – und am Fluss Voxnan.

## Persönlichkeiten
- Håkan Berg, schwedischer Komiker und Sänger